# Ой одна я, одна…
«Ой одна я, одна…» — вірш Тараса Шевченка, написаний 1847 року у С.-Петербурзі.

## Написання
Збереглося кілька чистових автографів вірша: в окремому рукопису циклу «В казематі»; у «Малій книжці»; у «Більшій книжці». Автографи не датовані.
Вірш датується за місцем автографа в окремому рукопису циклу «В казематі» та часом ув'язнення Шевченка з 17 квітня по 30 травня 1847 року у казематі III відділу, орієнтовно: 17 квітня — 19 травня 1847 року, місце написання — С.-Петербург.
Первісний автограф не відомий. До найранішого відомого рукопису циклу «В казематі» вірш переписано першим, раніше від поезії «Весеннє сонечко ховалось…» («Н. Костомарову»), яка в окремому автографі має дату: «1847 мая 19». З цього рукопису Шевченко після повернення з Аральської описової експедиції до Оренбурга, наприкінці 1849-го (не раніше 1 листопада) або на початку 1850 року (не пізніше дня арешту поета 23 квітня), переписав вірш у складі циклу під № 1 у кінці першого зшитка за 1847 рік «Малої книжки» з виправленням рядка 12: замість «Уже й в'янути стала» — «Уже й старітись стала». 18 березня 1858 року під час перебування в Москві поет переписав вірш з «Малої книжки» до «Більшої книжки» з новим виправленням рядка 12: «І зросла — не кохалась». Текст «Більшої книжки» є остаточним.
Влітку 1856 року, не пізніше 15 серпня, список з чистового рукопису автографа циклу «В казематі» (крім поезії «Не спалося, а ніч, як море…»), що належав тоді В. Тарновському, зробив П. Куліш. Його текст ідентичний тексту рукопису-автографа циклу «В казематі».

## Публікація
Вперше надруковано в журналі «Народное чтение» (1860 рік, № 3, стор. 151) з відміною у рядку 12: «Та вже й в'янути стала» замість «Уже й в'янути стала», як було в автографі циклу «В казематі».
Різночитання 12-го рядка з нині не відомого рукописного списку Г. Мордовцевої 1859 року подав В. М. Доманицький у примітці до вірша «Ой одна я, одна…» у редагованому ним «Кобзарі» 1908 року: «Долі-щастя не мала».
Відомі списки твору в рукописних збірках: «Кобзар» (1861), що належав І. П. Левченкові «Сочинения Т. Г. Шевченка» (1862), «Стихотворения Шевченка», «Кобзар» (1865), переписаний Д. Демченком.
Вперше вірш введено до збірки творів у виданні; «Кобзарь Тараса Шевченка / Коштом Д. Е. Кожанчикова» (СПб., 1867 рік, стор. 384) і того ж року у виданні: «Поезії Тараса Шевченка» (Львів, 1867 рік, том 2, стор. 221). В обох виданнях подано за першодруком 12-й рядок: «Та вже й в'янути стала»).

## Сюжет
В основі поезії «Ой одна я, одна…» — народнопісенний мотив. Він зустрічається і в народній пісні, яку у 1880-х роках записав на батьківщині поета в селі Кирилівці його племінник Андрій (син брата Йосипа). Перші два рядки мають і текстуальний збіг. У пісні:
Ой сама я, сама,
Як билина в полі.
У Шевченка:
Ой одна я, одна,
Як билиночка в полі.
Подібний мотив звучить і в піснях «Сама я, самесенька, як билина в полі…», «Ой сама ж я, сама…», «Ой сама я, сама, як билина в полі…», записаних у середині XIX ст. і опублікованих у виданні: «Труды этнографическо-статистической экспедиции… собранные П. П. Чубинским» (стор. 558, 565, 619).
Провідний у цій поезії мотив дівочої самотності й сирітства започаткований ще 1838 року «Думкою» («Нащо мені чорні брови»).

## Музика
На музику твір поклали М. Лисенко, В. Заремба, Д. Клебанов, І. Шамо тощо.